# Allah Peliharakan Sultan
Allah Peliharakan Sultan este imnul național din Brunei.